# Бокхоріс
Бокхоріс — давньоєгипетський фараон, останній представник XXIV династії.

## Життєпис
Був сином саїського правителя Тефнахта. Влада Бокхоріса поширювалась тільки на північну частину країни.
До часів його правління належать перші сутички Єгипту з Ассирією. Імовірно, саме Бокхоріс сприяв Ганнону, царю Гази, який повстав проти Саргона. Фараон відрядив йому на допомогу власного воєначальника Сібе. Утім союзники зазнали поразки при Рафії.
Про те, що Бокхоріс був відомий в Азії, вказує знайдена в Італії біля Корнето цікава глиняна посудина фінікійської роботи з його іменем і зображенням полонених негрів.
Близько 712 року до н. е. Бокхоріс зазнав поразки від царя Кушу Шабаки, який, за ствердженням Манефона, спалив Бокхоріса живцем. Цей факт можна пояснити тим, що він стратив його як порушника присяги, даної Піанхі його батьком Тефнахтом, хоча можливо, що йдеться про смерть фараона під час пожежі у місті, що перебувало в облозі.